# 馬爾地夫馬來鰈
馬爾地夫馬來鰈為輻鰭魚綱鰈形目鰈亞目瓦鰈科的其中一種，為熱帶海水魚，分布於西印度洋馬爾地夫海域，棲息深度可達229公尺，體長可達10.4公分，棲息在底層水域，生活習性不明。